# Dica...
Dica... è un singolo del cantautore italiano Niccolò Fabi, pubblicato nell'agosto 1996 come primo estratto dal primo album in studio Il giardiniere.
Il brano ha vinto la selezione di Sanremo Giovani 1996 a novembre, permettendo a Fabi di partecipare al Festival di Sanremo.

## Tracce
Testi e musiche di Niccolò Fabi e Riccardo Sinigallia.
1. Dica... – 4:00